# Raymonde Temkine
Raymonde Temkine, née Blet le 18 mars 1911 à Paris où elle est morte le 16 février 2010, est critique et enseignante de littérature française.

## Biographie
Raymonde Temkine naît en 1911.
Elle étudie à l'École normale supérieure de Fontenay-aux-Roses.
Elle enseigne la littérature française, puis se consacre à la création théâtrale, passion commune avec son époux Valentin Temkine. Elle est également critique dramatique.
Elle travaille dans les revues et magazines Combat, La Pensée, Révolution, La Quinzaine Littéraire, Europe et Acteurs. Temkine travaille notamment sur Jerzy Grotowski pour la revue Europe jusqu'en 2004, elle se rend souvent en Pologne pour mener ses recherches.
Elle est vice-présidente du syndicat professionnel de la critique de théâtre, de musique et de danse.
En juin 2005, elle reçoit les insignes de Commandeur dans l'ordre des Arts et des Lettres des mains de Renaud Donnedieu de Vabres, ministre de la Culture et de la Communication.
Elle meurt le 16 février 2010.

## Publications
- L'Entreprise théâtre (1967)[3]
- Le Théâtre au présent en deux tomes (1977 et 1980)[3]
- Mettre en scène au présent (1977)[3]
- Le Théâtre en l'Etat (1992)[3]